# C.J. Hauerslev
Christen Jakobsen Hauerslev (født 14. februar 1828 i Jetsmark Sogn nord for Åbybro, død 24. oktober 1892 i Skudsig vest for Hjørring) var en dansk gårdejer og politiker. Han var medlem af Folketinget 1872-1873 og af Landstinget 1874-1892.
Hauerslev var søn af lærer og gårdejer J.C. Hauerslev. Han ernærede sig som tømrer og møllebygger fra 1845 til 1858 hvorefter han bestyrede sin fars gård fra 1858 til 1861. Han giftede sig i 1861 til en gård i Skudsig i Sankt Hans Sogn vest for Hjørring. Her var han medlem af sognerådet 1862-1867 og 1873-1876. Han var bestyrer for sognets brandforsikring fra 1861 og formand for sognets sparekasse fra 1874.
Han stillede op til folketingsvalget 1872 i Frederikshavnkredsen mod proprietær J.J. Holm og vandt snævert med 19 stemmers overvægt. Ved valget i 1873 tabte han til redaktør M. Vogelius. Han blev valgt til Landstinget i 7. landstingskreds ved Landstingsvalget 1874 og genvalgt til sin død i 1892. Hauerslev tilhørte Det moderate Venstre.